# Halophila

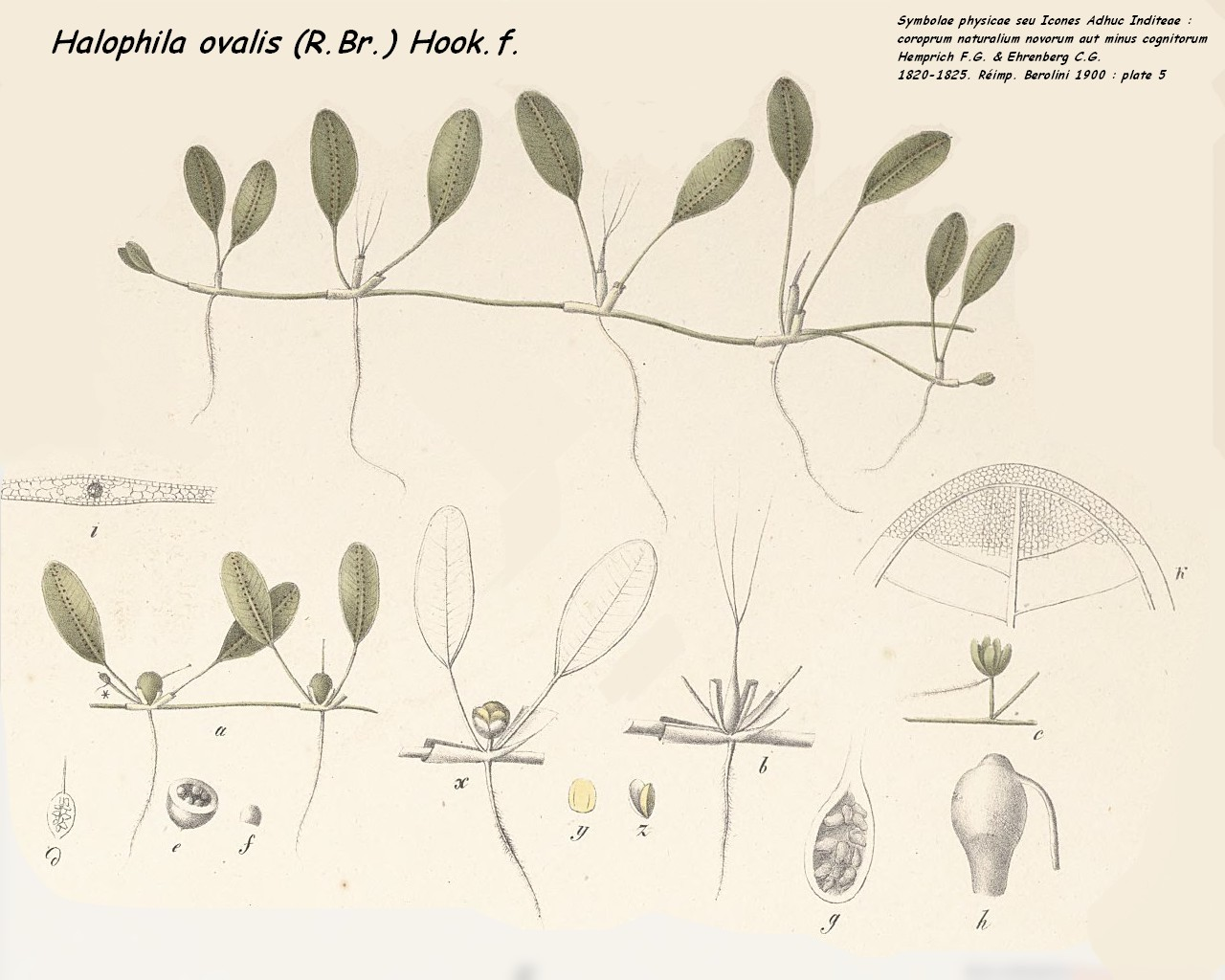
Morfologia Halophila ovalis

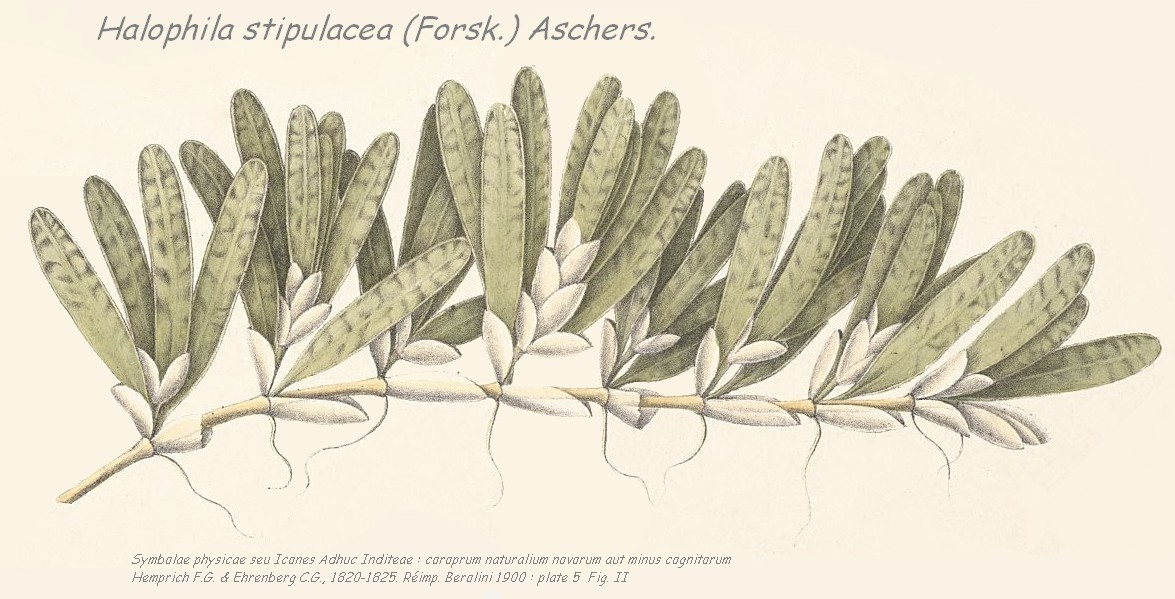
Halophila stipulacea

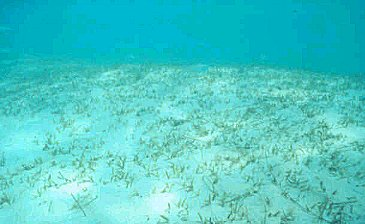
Podwodna łąka Halophila johnsonii

Halophila Thouars – rodzaj wieloletnich traw morskich, należący do rodziny żabiściekowatych (Hydrocharitaceae), obejmujący 19 gatunków występujących w morzach i oceanach strefy klimatu równikowego i zwrotnikowego.
Nazwa naukowa rodzaju pochodzi od greckich słów άλας (halas – sól) i φίλος (filos – przyjaciel, miłośnik).

## Zasięg geograficzny
Przedstawiciele rodzaju występują naturalnie w strefach przybrzeżnych Starego i Nowego Świata, od wybrzeży Oceanu Indyjskiego i Morza Czerwonego we wschodniej Afryce przez południowe wybrzeża Azji, wyspy Azji Południowo-Wschodniej, po Australię i wyspy Oceanii na Oceanie Spokojnym oraz wybrzeża Oceanu Atlantyckiego w południowo-wschodnich Stanach Zjednoczonych, przez Morze Karaibskie w Ameryce Środkowej i północnej Ameryce Południowej, po wybrzeża Oceanu Atlantyckiego we wschodniej Brazylii.
Dwa gatunki zostały zawleczone poza zasięg naturalnego występowania. Halophila ovalis na Florydę i Wyspy Nawietrzne, a Halophila stipulacea do strefy przybrzeżnej Morza Śródziemnego w Grecji, na Krecie, Sycylii i Wyspach Egejskich oraz do wybrzeży Wysp Nawietrznych na Morzu Karaibskim.

## Morfologia
PokrójWieloletnie, zanurzone trawy morskie.
ŁodygaPłożące łodygi ukorzeniające się w węzłach, rozgałęziające się.
LiścieW każdym węźle łodygi powstają 2 zredukowane, łuskowate liście, jeden otaczający łodygę, a drugi pęd boczny. W węzłach powstają również, naprzemianległe lub w wiązce, ogonkowe lub siedzące liście właściwe o blaszce jajowatej, lancetowatej lub równowąskiej, całobrzegie lub drobnoząbkowane, trójżyłkowe, z wyraźną żyłką główną i 2 bocznymi żyłkami brzegowymi.
KwiatyRośliny jednopienne lub dwupienne. Kwiaty jednopłciowe, pojedyncze, rzadziej zebrane w kwiatostan złożony z kilku kwiatów męskich i jednego kwiatu żeńskiego. Pochwy kwiatostanowe siedzące, złożone z dwóch eliptycznych, jajowatych lub okrągłych podsadek. Kwiaty męskie szypułkowate, trójpręcikowe. Okwiat pojedynczy, trójlistkowy. Pręciki z drobnymi nitkami (według niektórych autorów beznitkowy) i równowąsko-podługowatymi, 2-4-pylnikowymi główkami. Kwiaty żeńskie siedzące. Okwiat pojedynczy, drobny, trójlistkowy. Zalążnia górna, eliptyczna lub jajowata, jednokomorowa, z długim dzióbkiem, przechodząca w (2-) 3–5 nitkowatych, owłosionych szyjek słupka.
OwoceJajowate, dzióbkowate, z błoniastą owocnią. Nasiona kuliste.

## Systematyka
Jeden z rodzajów wyróżnianych w obrębie podrodziny Hydrilloideae wchodzącej w skład rodziny żabiściekowatych (Hydrocharitaceae).
Gatunki
- Halophila australis Doty & B.C.Stone
- Halophila baillonis Asch. ex Dickie
- Halophila beccarii Asch.
- Halophila capricorni Larkum
- Halophila decipiens Ostenf.
- Halophila engelmannii Asch. in G.B.von Neumayer
- Halophila gaudichaudii J.Kuo
- Halophila hawaiiana Doty & B.C.Stone
- Halophila japonica M.Uchimura & E.J.Faye
- Halophila johnsonii Eiseman
- Halophila major (Zoll.) Miq.
- Halophila mikii J.Kuo
- Halophila minor (Zoll.) Hartog
- Halophila nipponica J.Kuo
- Halophila okinawensis J.Kuo
- Halophila ovalis (R.Br.) Hook.f.
- Halophila spinulosa (R.Br.) Asch. in G.B.von Neumayer
- Halophila stipulacea (Forssk.) Asch.
- Halophila sulawesii J.Kuo
- Halophila tricostata M.Greenway

## Zagrożenie i ochrona
17 gatunków Halophila zostało uwzględnionych w Czerwonej księdze gatunków zagrożonych, z czego 3 jako zagrożone wyginięciem ze statusem VU (narażone): Halophila baillonis, Halophila beccarii i Halophila hawaiiana.